# ゾーズ・ザ・ブロウクス
『ゾーズ・ザ・ブロウクス』（Those the Brokes）は、イギリスのインディー・ロック・バンド、ザ・マジック・ナンバーズが2006年に発表した2作目のスタジオ・アルバム。

## 背景
「ボーイ」と「テイク・ミー・オア・リーヴ・ミー」ではストリングスが導入され、ニック・ドレイクとの仕事で知られるロバート・カービーがストリングス・アレンジを担当した。「カールズ・ソング」は、ロメオ・ストッダートが夢の中で聴いたカール・ウィルソンの歌を元に作られた曲だという。

## 反響
母国イギリスでは前作ほどのヒット作とならず、全英アルバムチャートでは11位が最高で、チャート入りも3週にとどまった。一方、スウェーデンでは2006年11月16日付のアルバム・チャートで3位を記録し、合計11週トップ60入りした。
本作からの先行シングル「テイク・ア・チャンス」は全英シングルチャートで16位に達し、続いてシングル・カットされた「ディス・イズ・ア・ソング」は36位を記録した。

## 収録曲
特記なき楽曲はロメオ・ストッダート作。
1. ディス・イズ・ア・ソング "This Is a Song" – 5:21
2. ユー・ネヴァー・ハド・イット "You Never Had It" – 2:58
3. テイク・ア・チャンス "Take a Chance" – 3:32
4. カールズ・ソング "Carl's Song" – 5:29
5. ボーイ "Boy" – 4:01
6. アンディサイディッド "Undecided" – 6:37
7. スロウ・ダウン（ザ・ウェイ・イット・ゴーズ） "Slow Down (The Way It Goes)" – 6:56
8. モスト・オブ・ザ・タイム "Most of the Time" – 5:09
9. テイク・ミー・オア・リーヴ・ミー "Take Me or Leave Me" (Michele Stodart) – 4:41
10. レット・サムバディ・イン "Let Somebody In" (The Magic Numbers) – 3:33
11. ランニン・アウト "Runnin' Out" – 5:02
12. オール・アイ・シー "All I See" – 4:10
13. グッドナイト "Goodnight" – 6:55

### 日本盤ボーナス・トラック
1. キープ・イット・イン・ザ・ポケット "Keep It in the Pocket" – 4:22

## 参加ミュージシャン
- ロメオ・ストッダート - ギター、ピアノ、ボーカル
- ミシェル・ストッダート - ベース、キーボード、ギター、パーカッション、ボーカル
- ショーン・ギャノン - ドラムス
- アンジェラ・ギャノン - メロディカ、パーカッション、キーボード、ボーカル

アディショナル・ミュージシャン
- ロバート・カービー（英語版） - ストリングス・アレンジ、オーケストレーション(on #5, #9)
- Julia Singleton - ヴァイオリン(on #5, #9)
- Calina De La Mare - ヴァイオリン(on #5, #9)
- Gini Ball - ヴァイオリン(on #5, #9)
- Brian Wright - ヴァイオリン(on #5, #9)
- Michael Keelan - ヴィオラ(on #5, #9)
- Claire Orsler - ヴィオラ(on #5, #9)
- Ian Burdge - チェロ(on #5, #9)
- Dinah Beamish - チェロ(on #5, #9)
- Rory MacFarlane - ダブル・ベース(on #5, #9)
- ダニエル・カーペンター - ブラス・セクション(#6)
- バーナビー・ディッキンソン - ブラス・セクション(#6)
- ジェイミー・アンダーソン - ブラス・セクション(#6)
- Angharad Davies - ヴァイオリン(on #13)
- Rhodri Davies - ハープ(on #13)